# 岸本绫夫
岸本绫夫（日语：岸本綾夫、きしもと あやお，1879年6月27日 - 1946年11月28日），日本陆军军官、东京市长。最终军衔陆军大将。

## 生平
岸本绫夫是冈山藩士、小学校长岸本美时的次子。历任郡役所书记、陆军幼年学校，1899年11月陆军士官学校第十一期毕业，次年6月，任炮兵少尉。在陆军炮工学校学习后，在日俄战争中作为野炮兵第2联队的副官前往前线，并成为从步步兵第2连队中队长。参加了旅顺会战和奉天会战。
在要塞炮兵监部工作后，以帝国大学派遣生身份就读于东京帝国大学工学部造兵学科，1909年7月毕业。之后历任大阪炮兵工厂员、留学欧洲、炮工学校教官，陆军省副官，陆军兵器本厂（军事调查部）付、陆军省军务局科员、炮兵课课长、野战重炮兵第4连队长，1924年12月晋升陆军少将。后历任陆军科学研究所2部、3部长、兵器局长，并赴欧洲出差。1930年8月晋升陆军中将，历任陆军造兵厂长官、技术本部长，1936年8月晋升陆军大将并编入预备役。
之后，岸本绫夫任第19任东京市长、满洲制铁理事长，二战结束时位于抚顺。1945年11月28日，被红军带走后失踪，据信他于1946年11月28日去世，终年67岁。
1943年4月，就任芝浦工业大学首任理事长。

## 亲族
- 次子：岸本次郎（陆军上尉）
- 手冢治虫 岸本的妻子近江的侄子。手冢治虫的妻子悦子也是岸本的侄女。
- 角田文卫 - 女婿。